# 朱志墣
永興恭憲王朱志墣（1407年—1454年），明朝秦藩第二代永興王，永興懿簡王朱尚烈庶長子，生母夫人馬氏。

## 生平
永樂五年（1407年）生，二十年二月二十日（1422年3月12日）襲封永興王，宣德元年四月二十五日（1426年5月31日）賜冕服，正統十三年十月十七日（1448年11月13日）賜冕服一襲，景泰五年四月初九日（1454年5月6日）薨，諡號恭憲。享年四十八歲，在位三十三年。其庶長子朱公鉐承襲永興郡王。

## 家庭

### 妻
- 陳氏，參議陳羽女，宣德元年（1426年）九月冊為永興王妃[2]，宣德八年（1433年）十一月薨[3]
- 張氏，原為使女，生二子，正統三年（1438年）被朱志墣請求立為繼室[4]

### 子孫
- 嫡長子：永興王長子→永興昭僖王朱公鉐
- 庶次子：鎮國將軍朱公䤡，宣德九年（1434年）賜名[5]，天順七年（1463年）已故[6]。妻韓氏，是長安縣民韓溫的女兒[7]
  - 第一子：輔國將軍朱誠瀷，天順八年（1464年）四月賜名[8]
    - 庶長子：奉國將軍→永興莊定王朱秉櫸
    - 庶次子：朱秉梅，弘治六年（1493年）賜名[9]

  - 第二子：輔國將軍朱誠澬，天順八年（1464年）四月賜名[8]
    - 庶三子：奉國將軍朱秉休，弘治三年（1490年）十一月賜名[10]，弘治十一年（1498年）賜誥命冠服[11]
    - 庶四子：朱秉槢，弘治四年（1491年）十一月賜名[12]
    - 庶五子：朱秉楧，弘治四年（1491年）十一月賜名[12]

  - 嫡長女：華源郡君（1447年8月19日—1512年1月17日），天順五年（1461年）封，生母李氏，儀賓張澐[13]
- 庶三子：鎮國將軍朱公鑛，宣德九年（1434年）賜名[5]，景泰六年（1455年）已故[14]，葬鮑陂原塋[15]，妻路氏，是咸寧縣民路直的女兒[7]
  - 第一子：輔國將軍朱誠淵，景泰元年（1450年）二月賜名[16]，天順三年（1459年）賜誥命冠服[17]，妻曹氏，天順六年（1462年）封夫人[18]
    - 嫡長子[19]：奉國將軍朱秉楶，號需齋，葬鮑陂原塋[15]
      - 庶子：朱惟煈，成化二十二年（1486年）七月賜名[20]
      - 嫡長子：朱惟，弘治三年（1490年）十一月賜名[10]
      - 庶次子：鎮國中尉朱惟𤓭，弘治三年（1490年）十一月賜名[10]，弘治十一年（1498年）賜誥命冠服[11]
      - 嫡四子：鎮國中尉朱惟熯，弘治四年（1491年）十一月賜名[12]，號竹菴[21]
        - 子：輔國中尉朱懷城[21]
        - 子：輔國中尉朱懷㙥[21]
          - 子：朱敬錄[21]
          - 子：朱敬[21]
          - 子：朱敬鐖[21]

        - 子：輔國中尉朱懷𡍶[21]
        - 子：朱懷塍[21]
        - 女：邢臺鄉君，儀賓王永圻[21]

      - 第五子：朱惟熸，弘治七年（1494年）十二月賜名[22]
      - 第六子：鎮國中尉朱惟烘，弘治十六年（1503年）七月賜名[23]，號愛水，葬樂遊原西塋[15]
        - 子：輔國中尉朱懷塊，號樊川，妻馬氏，封宜人[15]
          - 子：奉國中尉朱敬鑉，號志川[15]
          - 子：奉國中尉朱敬鉞[15]
          - 子：奉國中尉朱敬錪[15]
          - 孫：奉國中尉朱誼㳆[15]

      - 女：龍巖鄉君，儀賓狄灴[24]

  - 第二子：輔國將軍朱誠灝，景泰六年（1455）十二月賜名[25]，夫人程氏[26]
- 第四子：朱公鈁，正統三年（1438年）賜名[27]
- 女：三原縣主，儀賓竇鏞[7][28]
- 玄孫：鎮國中尉朱惟𤌄，號樾山[29]
  - 女：宗女，嫁王國材，是武略將軍王衛的庶四子[29]